# چنین کنند بزرگان
چنین کنند بزرگان نام ترجمه‌ای از کتاب انحطاط و سقوط عملاً همه‌کس (به انگلیسی: The Decline and Fall of Practically Everybody) (۱۹۵۰) اثر ویل کاپی است که توسط نجف دریابندری ترجمه شده است. بخش‌هایی از این ترجمه ابتدا در سال ۱۳۴۷ در مجلهٔ خوشه چاپ شده است و چاپ اول ویرایش اول کتاب در سال ۱۳۵۱ در تهران منتشر شد.
ترجمه دریابندری از این کتاب با زبانی طنزآمیز و دلپذیر، همراه با ناشناس بودن نویسنده کتاب اصلی برای خواننده فارسی‌زبان، باعث حدس و گمان‌هایی در مورد واقعی بودن اصل کتاب در ایران شد و برخی آن را تألیف دریابندری (و به نظر برخی، با همکاری احمد شاملو) می‌دانستند. مقاله‌ای در نشریه ماهانه گل‌آقا به این حدسیات پایان داد.
از ویرایش دوم کتاب (چاپ ۱۳۷۹) قطعه‌ای دربارهٔ جیرولامو ساونارولا به کتاب افزوده شده است. در مقدمه این چاپ ادعا شده که این قطعه بعد از مرگ نویسنده در میان آثار او پیدا شده و سپس انتشار یافته، اما نجف دریابندری در مصاحبه‌ای در سال ۱۳۸۷ تأیید کرد که  در ابتدا هدفش انتشار ترجمه ای از کتاب این نویسنده امریکایی بود ولی چون طنز امریکایی فاصله زیادی با فرهنگ ایران داشت تغییرات گسترده ای در آن داد که عملا تبدیل به کتاب جدیدی شد.